# غوردون كونس
}}
غوردون كونس (بالإنجليزية: Gordon Cowans)‏ مواليد 27 أكتوبر 1958 في درم، إنجلترا، هو لاعب كرة قدم إنجليزي دولي سابق كان يلعب كلاعب وسط. لعب خلال مسيرته 690 مباراة سجل خلالها 54 هدفاً.

## المسيرة الاحترافية

### أندية لعب لها
- أستون فيلا
- نادي باري
- بلاكبيرن روفرز
- ديربي كاونتي
- وولفرهامبتون واندررز
- شيفيلد يونايتد
- برادفورد سيتي
- ستوكبورت كونتي
- نادي بيرنلي

## روابط خارجية
- غوردون كونس على موقع الاتحاد الأوربي (الإنجليزية)
- غوردون كونس على موقع قاعدة بيانات كرة القدم.إي يو (الإنجليزية)
- غوردون كونس على موقع ناشيونال فوتبول تيمز (الإنجليزية)
- غوردون كونس على موقع Soccerbase.com (لاعب) (الإنجليزية)
- غوردون كونس على موقع عالم كرة القدم.نت (الإنجليزية)